# Hammarstrand
63°6′34.528″N 16°21′3.3048″Ø / 63.10959111°N 16.350918000°Ø
Hammarstrand er en by i Jämtlands län i landskapet Jämtland i Sverige. Den er administrationsby i  Ragunda kommune. I 2010 havde den 1.052 indbyggere. Byen ligger ved Indalsälven, omkring 100 km sydøst for Östersund og 130 km nordvest for Sundsvall. 
Navnet indikerer, at der har vært en strand på stedet, og før 1796 lå Hammarstrand ved bredden af den daværende Ragundasjön, som i den  østlige  ende havde det 35 meter høje vandfald Storforsen, også kaldt Gedungsen. 
For at gøre det lettere at flåde tømmer begyndte man at lave en kanal på sydsiden af vandfaldet, men forårsoversvømmelser 6.-7. juni 1796 fejede hele kanalen med sig og åbnede elven for det flodleje, den havde før sidste istid. På fire timer blev hele den 25 km lange Ragundasjön tømt for tre millioner kubikmeter vand. Det gamle flodløb og Gedungsen blev tørlagt og kaldes nu Döda fallet. Det var en af Sveriges største naturkatastrofer i nyere tid.
I stedet for en stor sø med et vandfald i østenden fik man nu et område, som folk efterhånden tog i brug. Vandfaldet lå nu i vestenden og blev kaldt Hammarforsen, den var et godt sted for vandmøller og til andre formål, så folk begyndte at bosætte sig her. Midt i 1800-tallet blev der opdaget en jernholdig kilde der, hvor der før havde været sø, og der blev etableret et badehotel. I 1900 fik stedet posthus, senere kom andre servicefunktioner. I 1928 blev en kraftstation etableret. Da Fors, Stugun og Ragsunda kommuner blev slået sammen i 1974 blev Hammarstrand valgt som administrationscenter. 
Ragunda gamle kirke er fra 1400-tallet, bygget af en rød granit som kaldes Ragundagranit og lå ved bredden af Ragundasjön. Midt i 1800'tallet blev der bygget en ny kirke nord for den gamle.
Hammarstrand var også kendt for sin bobslæde- og kælkebakke. Den første VM-konkurrence blev arrangeret i 1967, siden var der VM der både i 1975 og 1981, og der var EM i 1970, 1976, 1978 og 1986. De milde vintre har imidlertid gjort, at banen ikke har været i brug de senere år. 